# Samuel Ezeala

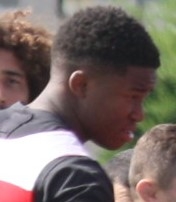
Imatge de Samuel Ezeala l'any 2017.

Samuel Ezeala (Barcelona, 11 de desembre de 1999) és un jugador català de rugbi que s'exerceix com a ala i que juga per al club ASM Clermont Auvergne del Top 14 francès.

## Carrera
Provinent del barri de Sants de Barcelona, Ezeala va desenvolupar tota la seva trajectòria de formació al Barcelona Universitari Club, on ràpidament va destacar per les seves habilitats, sobretot la velocitat, cosa que el va portar a jugar amb les categories inferiors tant de la selecció espanyola com de la catalana.
La seva progressió com a jugador, tant tècnica com física, el va convertir en una de les perles del rugbi català fins al punt que amb 16 anys va provar sort en el rugbi francès, seguint els passos del seu col·lega Jordi Jorbá. És aquí quan el ASM Clermont Auvergne es fixa en els vídeos del català i l'incorpora a les seves files per jugar en les categories inferiors.
Debutà com a professional el 7 de gener del 2018, contra el Racing 92, quan van perdre per un marcador de 58 a 6. Aquest dia, a més, Ezeala es va haver de retirar del partit a causa de la commoció cerebral que va patir després d'intentar placar Virimi Wakatawa, curiosament un dels seus referents en el món del rugbi.

## Selecció nacional
Ezeala ha estat internacional en les categories inferiors de la selecció espanyola.